# 2618 Кунабарабран
2618 Кунабарабран (2618 Coonabarabran) — астероїд головного поясу, відкритий 25 червня 1979 року.
Тіссеранів параметр щодо Юпітера — 3,216.